# معالجة المياه الجوفية

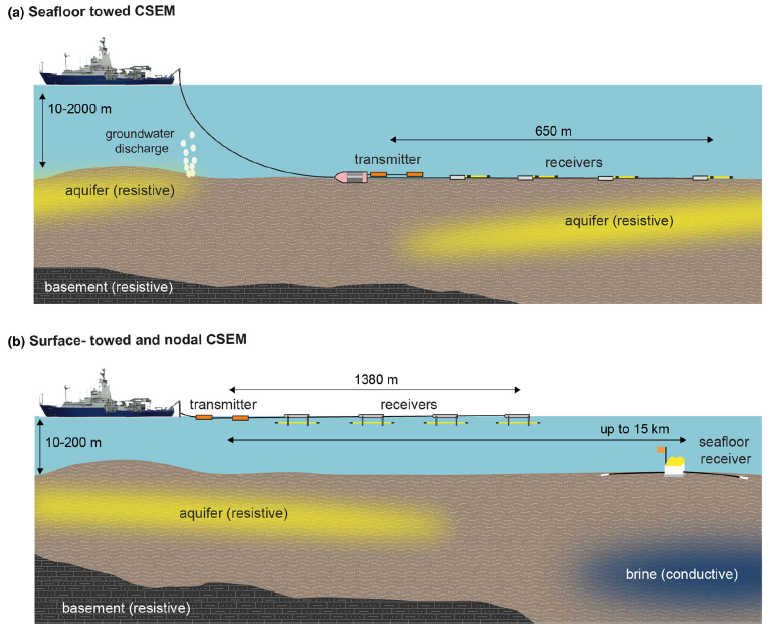
معالجه المياه الجوفيه

معالجة المياه الجوفية هي العملية التي تستخدم لإزالة التلوث من المياه الجوفية وهي المياه الموجودة تحت سطح الأرض، التي تشغر مسامات التربة في باطن الأرض. يعتمد مالا يقل عن نصف عدد سكان الولايات المتحدة الأمريكية على المياه الجوفية كمصدر للشرب. كما يستخدم المزارعون معالجة المياه الجوفية لري المحاصيل، ويستخدم في الصناعات لإنتاج السلع اليومية. إن معظم المياه الجوفية نظيفة، لكنها يمكن أن تصبح ملوثة نتيجة للأنشطة البشرية أو لظروف طبيعية. تنتج الأنشطة العديدة والمتنوعة للإنسان عدداً لا حصر له من مخلفات المواد والمنتجات؛ فقبل عام 1980 كان ضبط هذه النفايات أقل صرامة وغالباً ما يتم التخلص منها أو تخزينها على سطح الأرض حيث تتغلغل إلى التربة التحتية وتدريجياً تنتقل للأسفل مُلوثةً المياه الجوفية السفلية وبالتالي ممثلة تهديداً لجودة المياه الجوفية الطبيعية. نتيجة لذلك أصبحت المياه الجوفية الملوثة غير صالحة للاستعمال. وما زال بإمكان الممارسات الحالية التأثير على المياه الجوفية مثل الاستعمال الزائد للأسمدة والمبيدات الحشرية والكميات المنسكبة من العمليات الصناعية والترشيح من المياه الجارية السطحية الحضرية والتسرب من مقالب القمامة. يسبب استخدام المياه الجوفية الملوثة مخاطراً على الصحة العامة من خلال التسمم أو انتشار الأمراض، لذا فقد طورت ممارسات معالجة المياه لمخاطبة هذه القضايا. وتشمل المُلوِّثات التي عثر عليها في المياه الجوفية نطاقاً واسعاً من العوامل (المعلمات) الفيزيائية والكيميائية غير العضوية والكيميائية العضوية والجرثومية والمشعة. ويمكن إزالة المواد الملوثة من المياه الجوفية عن طريق تطبيق تقنيات مختلفة تجعلها آمنة للاستخدام.

## التقنيات
تشمل تقنيات معالجة المياه الجوفية تقنيات معالجة بيولوجية وكيميائية وفيزيائية، وتستخدم معظم تقنيات معالجة المياه الجوفية مزيجاً من عدة تقنيات. من بعض تقنيات المعالجة البيولوجية الازدياد الحيوي والتنفيس الحيوي والحقن الحيوي والمعالجة النباتية. بينما تشمل تقنيات المعالجة الكيميائية حقن غاز الأكسجين والأوزون والترسيب الكيميائي والفصل الغشائي والتبادل الأيوني والامتصاص الكربوني والأكسدة الكيميائية المائية والتحسين السطحي. وتشمل تقنيات المعالجة الفيزيائية على سبيل المثال لا الحصر تقنية الضخ والمعالجة والحقن الهوائي والاستخلاص ثنائي الطور.

### تقنيات المعالجة البيولوجية

#### الازدياد الحيوي
(بالإنجليزية: Bioaugmentation) إذا لم تظهر دراسة المعالجة (أو فترة التمديد المخبرية بشكل فعال) انخفاضاً في تلوث المياه الجوفية فقد يكون التلقيح بالسلالات المعروفة بقدرتها على خفض الملوثات مفيداً. تزيد هذه العملية تركيز الإنزيم التفاعلي داخل نظام المعالجة الحيوية وبالتالي قد يزيد معدلات انخفاض الملوثات مقارنة بمعدلات تلك غير المدعمة، على الأقل مبدئياً بعد التلقيح.

#### التنفيس الحيوي
التنفيس الحيوي (بالإنجليزية: Bioventing) هو تقنية معالجة في الموقع تستخدم الكائنات المجهرية للتحليل الحيوي للعناصر العضوية المُمتصة في المياه الجوفية. ويعزز التنفيس الحيوي نشاط البكتيريا المستوطنة كما يحاكي التحلل الحيوي الطبيعي للهيدروكربونات في الموقع عن طريق تحفيزه لتدفق الهواء أو الأكسجين إلى المنطقة غير المشبعة وإضافته للمواد المغذية إذا لزم الأمر. يمكن خلال عملية التنفيس الحيوي أن يتم الإمداد بالأكسجين عن طريق حقن الهواء مباشرة للتلوث المتبقي في التربة. ويساعد التنفيس الحيوي في المقام الأول في تحلل بقايا الوقود التي امتصت، لكنه يساهم أيضاً في تحلل المركبات العضوية المتطايرة (VOCs) حيث تتحرك الأبخرة ببطء خلال التربة النشطة بيولوجياً.

#### الحقن الحيوي
الحقن الحيوي (بالإنجليزية: Biosparging) هو تقنية معالجة في الموقع تستخدم الكائنات المجهرية المستوطنة للتحليل الحيوي للعناصر العضوية في المنطقة المشبعة. ويحقن الهواء (أو الأكسجين) والمواد المغذية (عند الحاجة) للمنطقة المشبعة خلال عملية الحقن الحيوي لزيادة النشاط البيولوجي للكائنات المجهرية المستوطنة. وقد يُستخدم الحقن الحيوي لتخفيف تركيز المواد البترولية الذائبة في المياه الجوفية أو التي تم امتصاصها من التربة الواقعة تحت مستوى المياه الجوفية وفي منطقة الشعيرات المائية.

#### الرشف الحيوي
يجمع الرشف الحيوي (بالإنجليزية: Bioslurping) بين عناصر من التنفيس الحيوي والضخ المعزز بتفريغ الهواء لمنتج حر أخف من الماء (السوائل الخفيفة الغير قابلة للذوبان في الماء أو كما تختصر بـ «إل إن أي بي إل») لاستعادة المنتج الحر من المياه الجوفية والتربة وللإصلاح الحيوي للتربة. يستخدم نظام الراشف الحيوي أنبوباً «راشفاً» يمتد إلى طبقة النتاج الحر. وبشكل مشابه لماصة تمتص سائلاً في كأس، تمتص المضخة السائل (الذي يحتوي المنتج الحر) وغاز التربة إلى أعلى الأنبوب بمجرى العملية نفسه. يرفع الضخ السوائل الخفيفة غير القابلة للذوبان في الماء، مثل النفط، من أعلى مستوى المياه الجوفية ومن منطقة الشعيرات المائية (وهي منطقة فوق المنطقة المشبعة مباشرة حيث يجتمع الماء بفعل قوى الشعيرات). وتجلب السوائل الخفيفة غير القابلة للذوبان في الماء إلى السطح حيث تفصل من الماء والهواء. ترمز العمليات الحيوية في مصطلح «الرشف الحيوي» إلى التحلل البيولوجي الهوائي للهيدروكربونات عندما يجلب الهواء إلى المنطقة الغير مشبعة.

### المعالجة النباتية
يتم في عملية المعالجة النباتية (بالإنجليزية: Phytoremediation) زرع أنواع معينة من النباتات والأشجار التي تمتص جذورها الملوثات من المياه الجوفية بمرور الوقت، ومن ثم تحصد ويتم إتلافها. ويمكن أن تنفذ هذه العملية في المناطق التي يمكن للجذور فيها باستخدام المياه الجوفية. ومن الأمثلة القليلة على النباتات التي تستخدم في هذه العملية السرخس المتسلق الصيني بتيرس فيتاتا، المعروف أيضاً بسرخس الديشار، الذي يعتبر مُراكِم ذا كفاءة عالية للزرنيخ. ويعد شجر الحور المعدل وراثياً ماصاً جيداً الزئبق كما تمتص نباتات الخردل الهندي المعدلة وراثياً السيلنيوم جيداً.

### العوائق الفعالة المنفذة
المقال الأصلي: العوائق الفعالة المنفذة
تستخدم أنواع معينة من العوائق الفعالة المنفذة كائنات حيوية من أجل معالجة المياه

## تقنيات المعالجة الكيميائية

### الترسيب الكيميائي
يستخدم الترسيب الكيميائي (Chemical precipitation) عادة في معالجة الفضلات السائلة لإزالة عسر الماء والمعادن الثقيلة. وبشكل عام فإن هذه العملية تتضمن إضافة عامل إلى مجرى فضلات مائي في حوض التفاعل المخلوط سواء كان ذلك على دفعات أو بتدفق ثابت. يمكن تحويل معظم المعادن إلى مركبات غير ذائبة عن طريق التفاعلات الكيميائية بين العامل وأيونات المعدن الذائب. وتتم إزالة المركبات غير الذائبة (الرواسب) بالترسيب أو الترشيح.

### التبادل الأيوني
غالباً ما يتم التبادل الأيوني لمعالجة المياه الجوفية بتمرير المياه للأسفل تحت ضغط خلال طبقة ثابتة من وسيط حُبيبي (إما أوساط التبادل الكاتيونية أو أوساط التبادل الأنيونية) أو حبات كروية. تُستبدل الكاتيونات بكاتيونات معينة تعتبر من الحلول كما تُستبدل الأيونات بأنيونات معينة تعد من الحلول. وتعتبر الزيوليتات (الطبيعية والصناعية على حد سواء) والراتنجات الصناعية أكثر أوساط التبادل الأيوني استخداماً في المعالجة.

## اقرأ أيضاً
- تلوث المياه